# Alfred Hervey
Alfred Hervey (25 juin 1816 - 15 avril 1875), est un homme politique britannique.

## Biographie
Alfred Hervey est le plus jeune fils de Frederick Hervey (1er marquis de Bristol) et Elizabeth Albana (1775-1844). Son grand-père maternel est Clotworthy Upton, premier baron de Templetown. Il fait ses études au Collège d'Eton et au Trinity College, à Cambridge.
Il est premier Lords du Trésor dans le gouvernement de coalition de Lord Aberdeen et le premier gouvernement de Lord Palmerston.
Il est l'un des deux députés de Brighton entre 1842 et 1857. Actif dans les affaires de la ville, il est vice-président fondateur du Brighton College et siège à son conseil de 1845 à 1875. De 1859 à 1865, il est député de Bury St Edmunds. Il est membre de l'Association de Canterbury depuis le 27 mars 1848
Le 5 août 1845, il épouse Sophia Elizabeth Cheste. Leur fils aîné, le chanoine Frederick Alfred John Hervey (1846-1910), est aumônier ordinaire de la reine Victoria de 1886 à 1901 et aumônier domestique du roi Édouard VII de 1878 à 1910.